# Parsaoran Samosir
Parsaoran Samosir is een bestuurslaag in het regentschap Tapanuli Utara van de provincie Noord-Sumatra, Indonesië. Parsaoran Samosir telt 701 inwoners (volkstelling 2010).